# Sils im Domleschg
Sils im Domleschg (toponimo tedesco; in romancio Seglias, in italiano Siglio in Domigliasca, desueto) è un comune svizzero di 967 abitanti del Canton Grigioni, nella regione Viamala.

## Geografia fisica
Sils im Domleschg è situato nella Domigliasca, alla destra del Reno Posteriore presso la confluenza con l'Albula.

## Monumenti e luoghi d'interesse

### Architetture religiose
- Chiesa riformata di San Giovanni Battista, eretta nel V-VI secolo, parte del complesso della fortezza di Hohenrätien[3][4];
- Chiesa riformata di San Cassiano[3];
- Chiesa riformata di Sils im Domleschg, eretta nel 1619[3].

### Architetture militari
- Fortezza di Hohenrätien, costruita tra il 1181 e il 1209[4];
- Fortezza di Baldenstein, costruita nel XIII-XVII secolo e ricostruita dopo il 1877[5];
- Rovine della fortezza di Campell, costruita nel XIII-XVI secolo e in rovina dal XVII secolo[6];
- Fortezza di Ehrenfels, costruita nel XIII-XIV secolo e ricostruita nel 1935[7].

## Società

### Evoluzione demografica
L'evoluzione demografica è riportata nella seguente tabella:
Abitanti censiti

## Economia
L'economia locale trae impulso principalmente dal settore secondario (aziende elettriche).

## Infrastrutture e trasporti

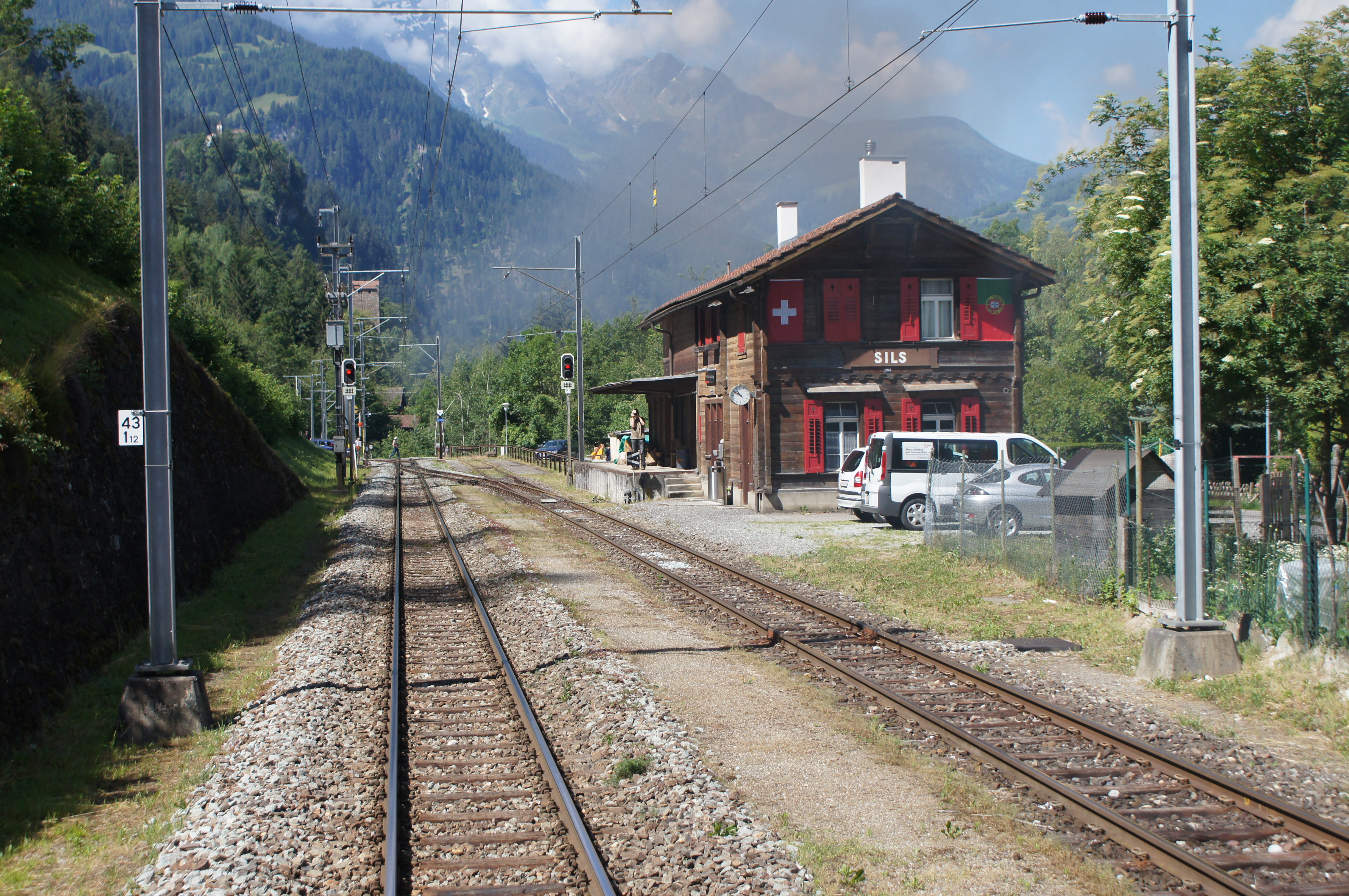
La stazione di Sils im Domleschg

Sils im Domleschg è servito dalla stazione ferroviaria omonima della Ferrovia Retica (linea Landquart-Coira-Thusis); dista 2 km dall'uscita autostradale di Thusis sud sull'autostrada A13/E43 e 18 km da Coira.